# Copacabana (Bolívia)
Copacabana é a principal cidade do entorno do Lago Titicaca na Bolívia, de onde saem os barcos que fazem a visita à Ilha do Sol, uma ilha sagrada dos Incas. 

## Generalidades
Esta localizada a 3 841 metros acima do nível do mar e a 155 quilômetros de La Paz. Faz fronteira com o Peru.
O nome deriva da expressão kota kahuana do dialeto Aymara, que significa "vista do lago".
Em Copacabana, está a Igreja de Nossa Senhora de Copacabana, padroeira do país, onde se encontra uma das imagens mais cultuadas da Virgem Maria.
No século XIX, uma réplica local da imagem de Nossa Senhora de Copacabana foi levada por comerciantes espanhóis ao Rio de Janeiro, no Brasil, onde foi criada uma pequena igreja para abrigá-la. A igreja cresceu e acabou por nomear o atual bairro de Copacabana.

## Turismo
A cidade conta com boa infraestrutura para atender os turistas.
A Igreja de Nossa Senhora de Copacabana, construída na época da colonização espanhola, é bem conservada, com grandes quadros e pinturas religiosas. O altar tem a altura mais ou menos de dez metros, com abundância de ouro e prata, que reluz por toda a igreja. 
Possui o Morro do Calvário, de onde se pode admirar a vista da cidade.

## Fotos

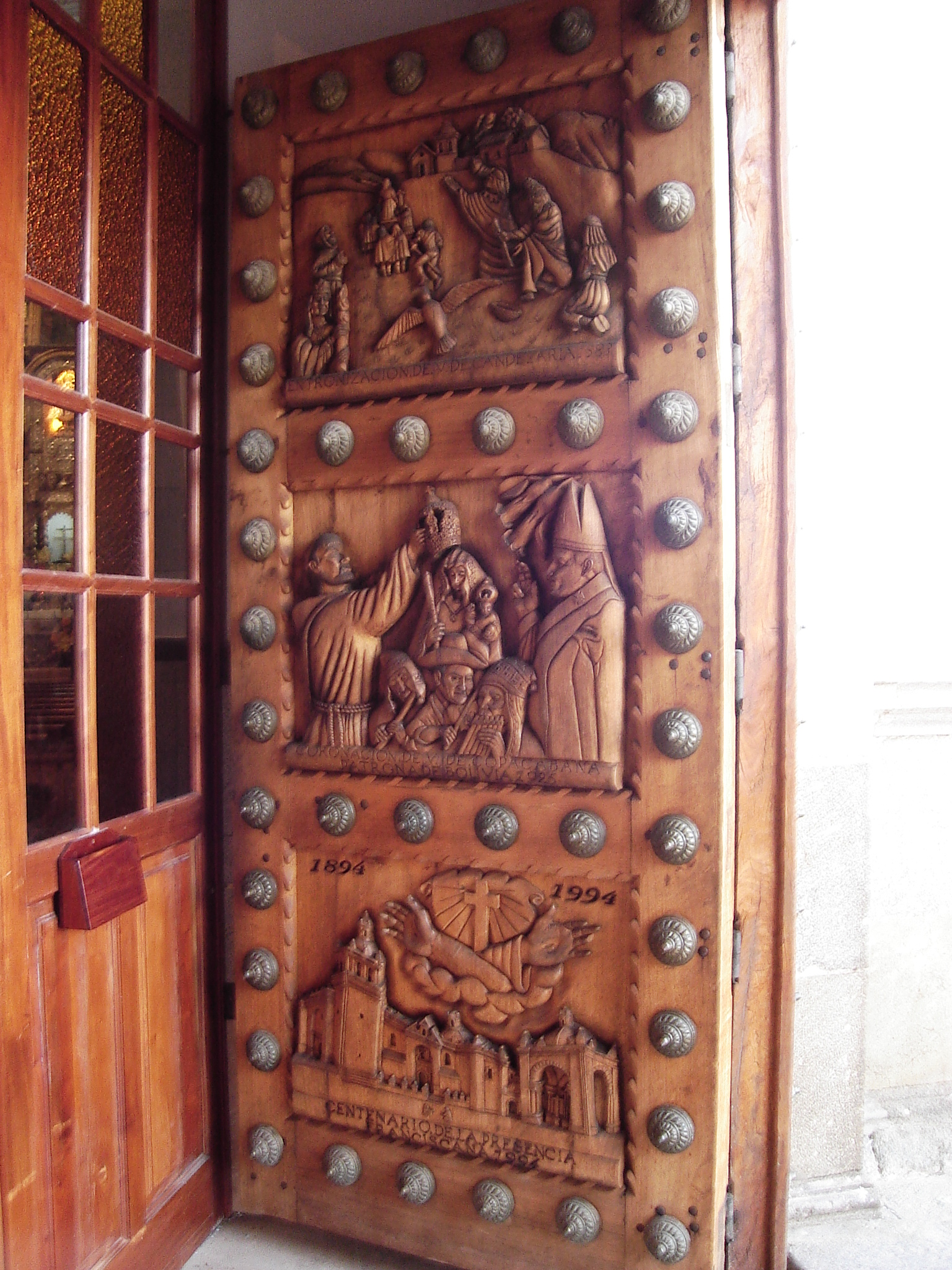
Porta da Igreja Nossa Senhora de Copacabana.
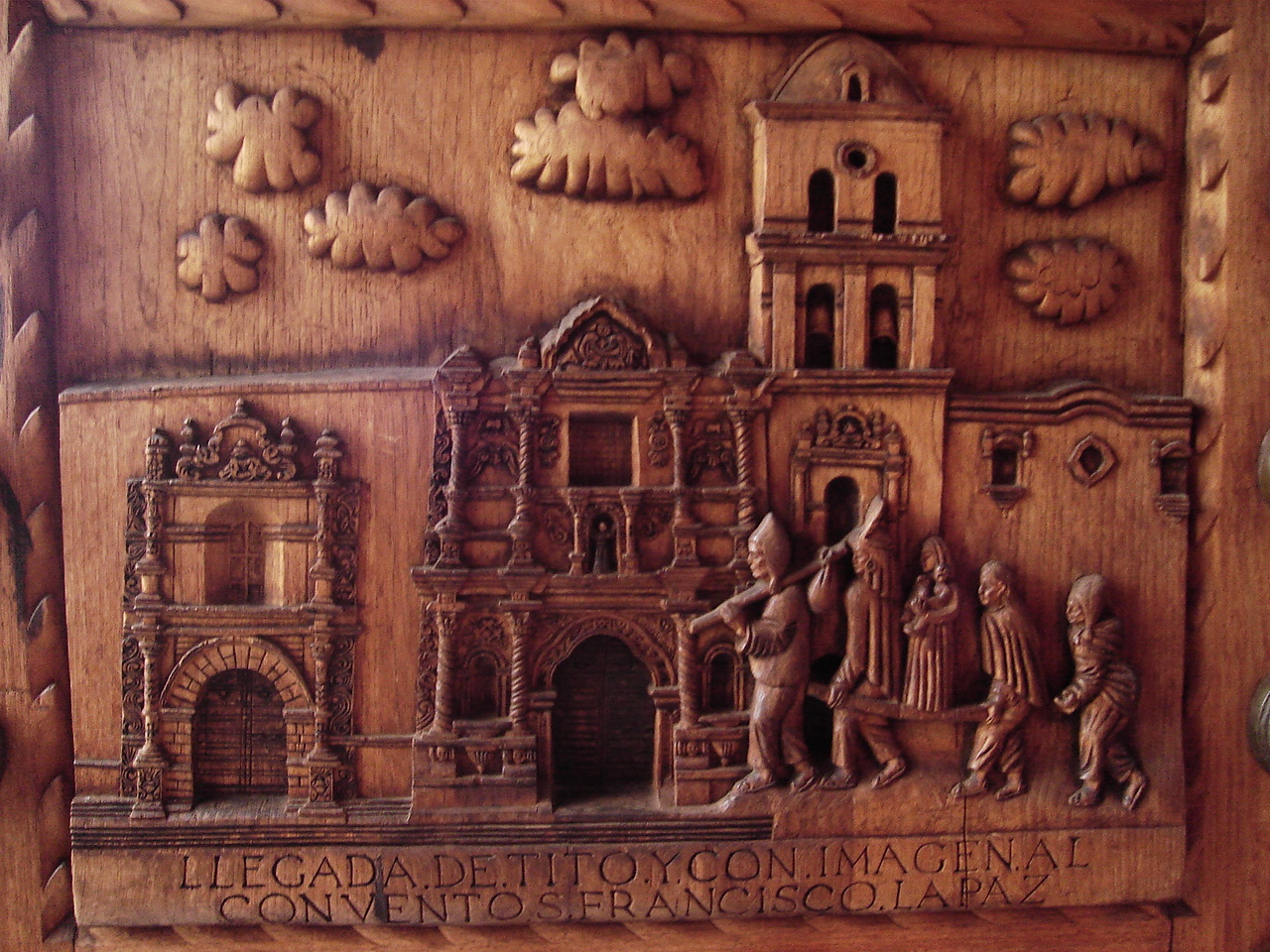
Porta da Igreja Nossa Senhora de Copacabana.
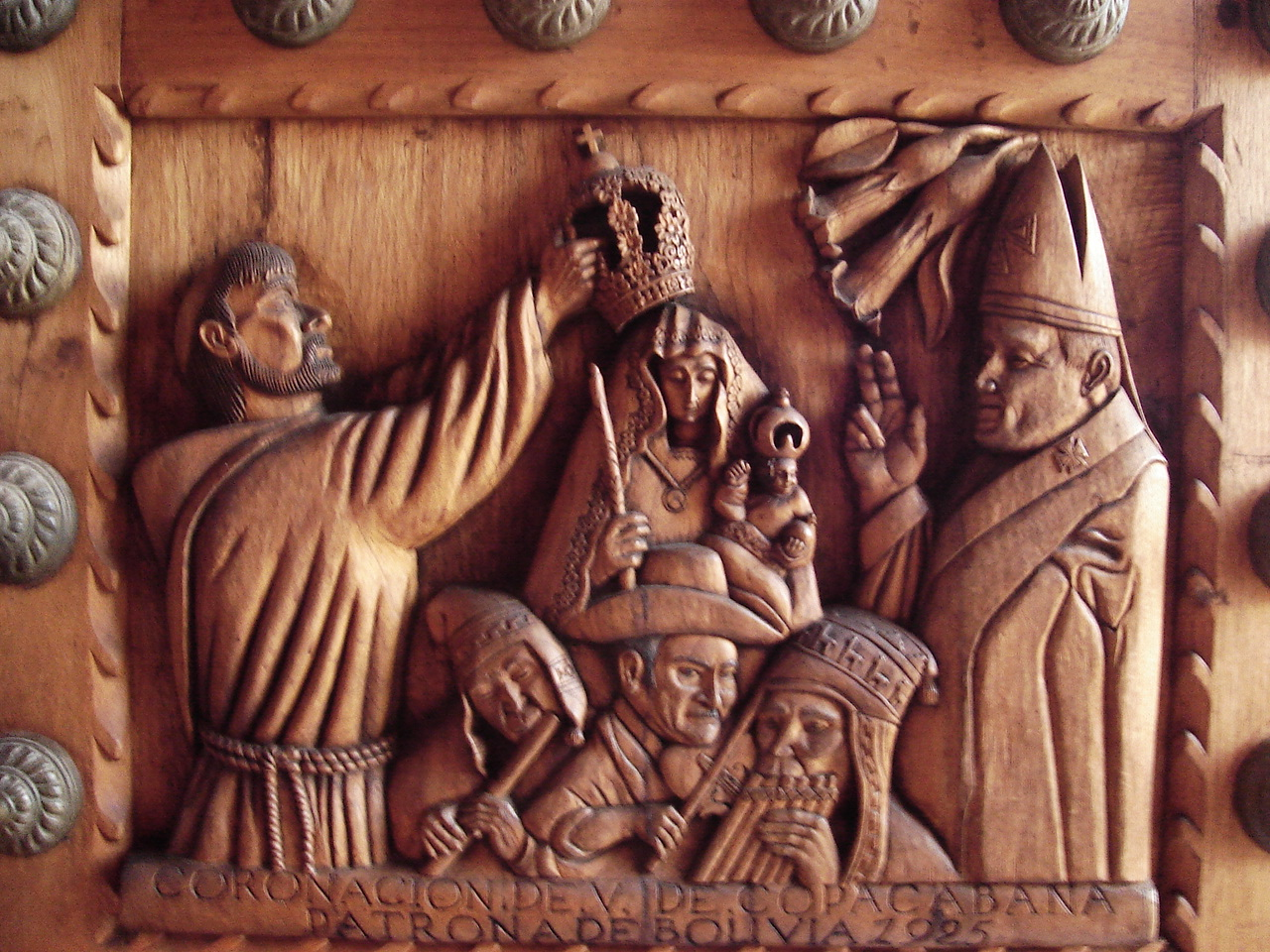
Porta da Igreja Nossa Senhora de Copacabana.
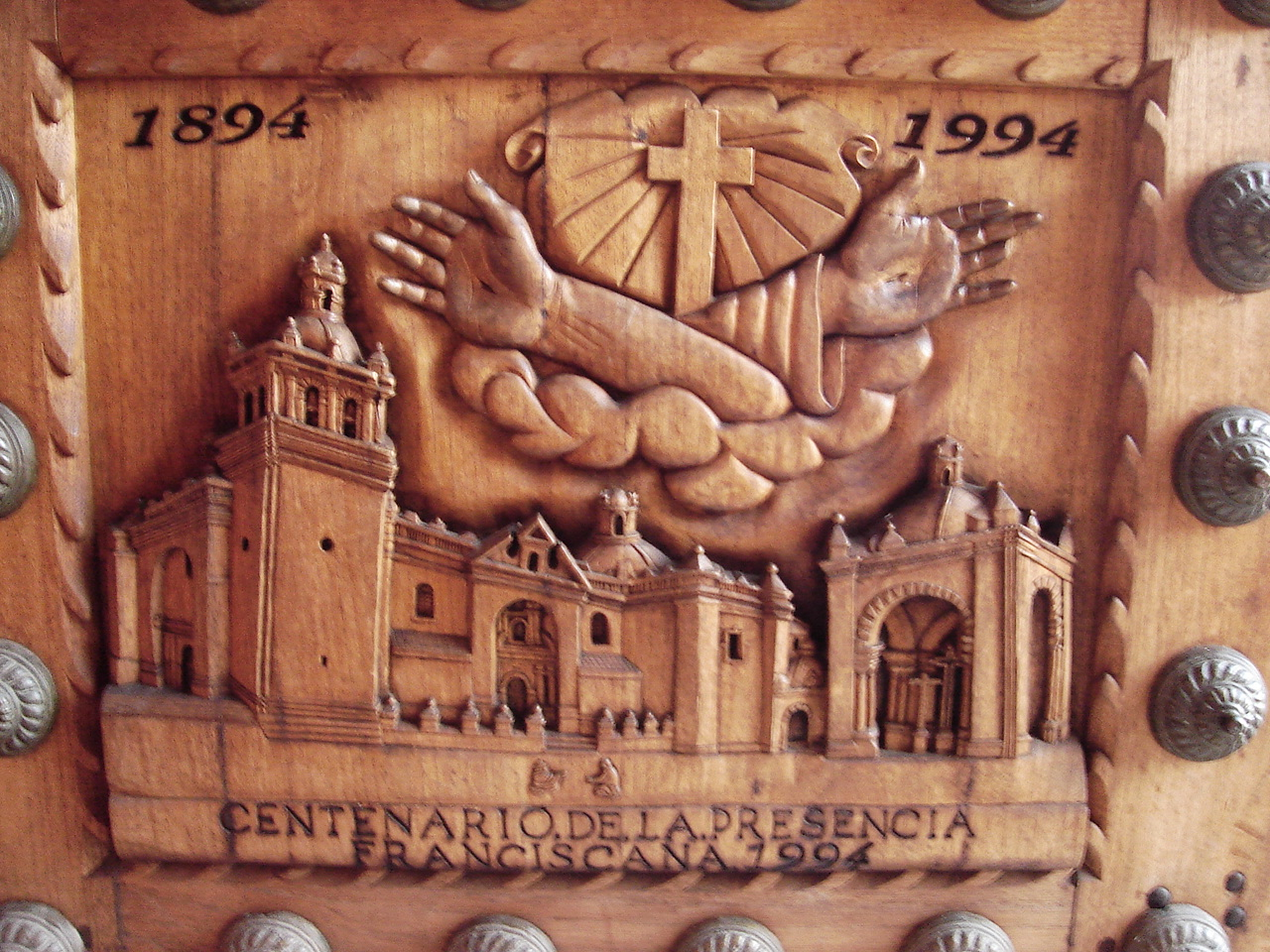
Porta da Igreja Nossa Senhora de Copacabana.
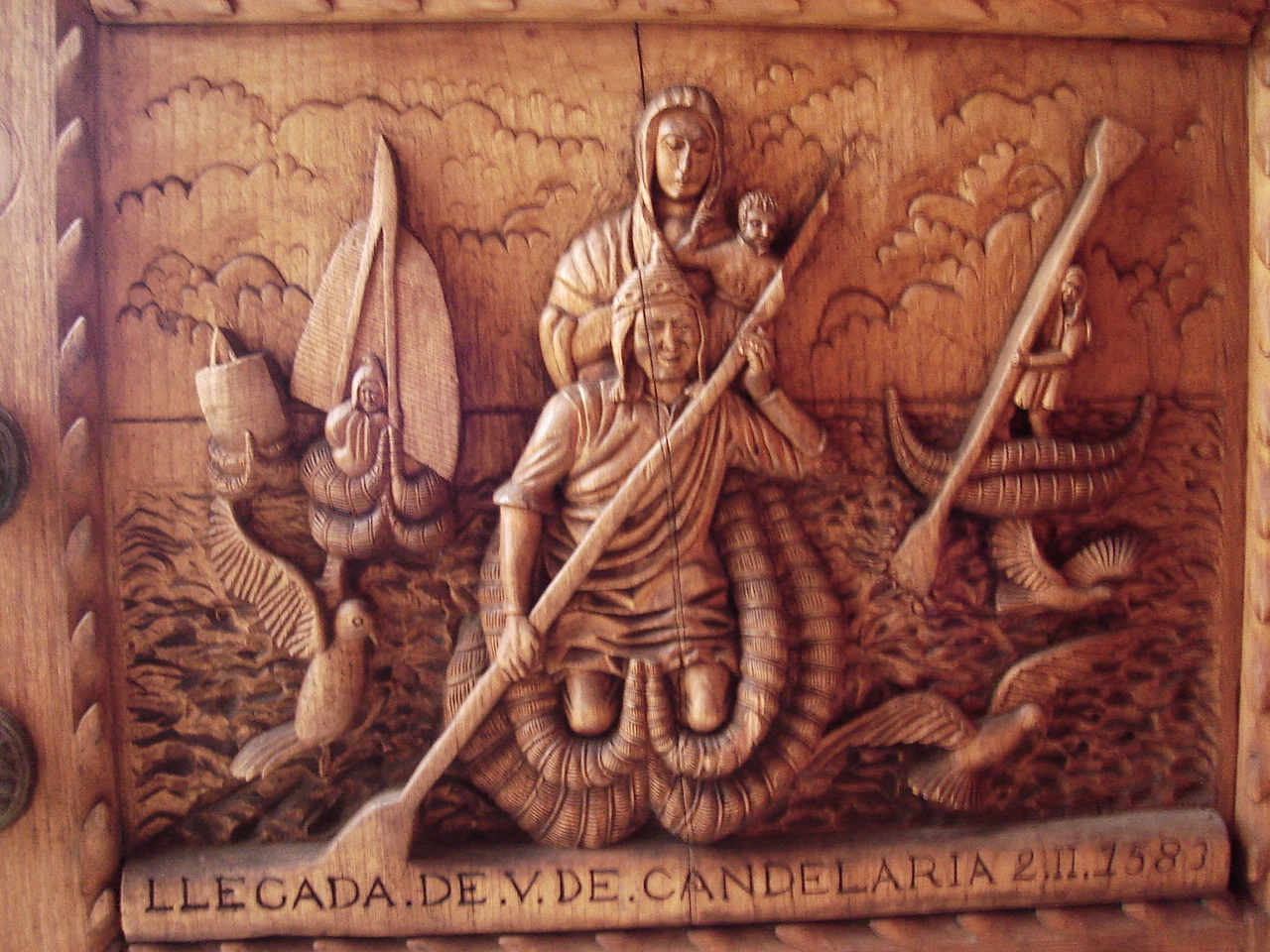
Porta da Igreja Nossa Senhora de Copacabana.
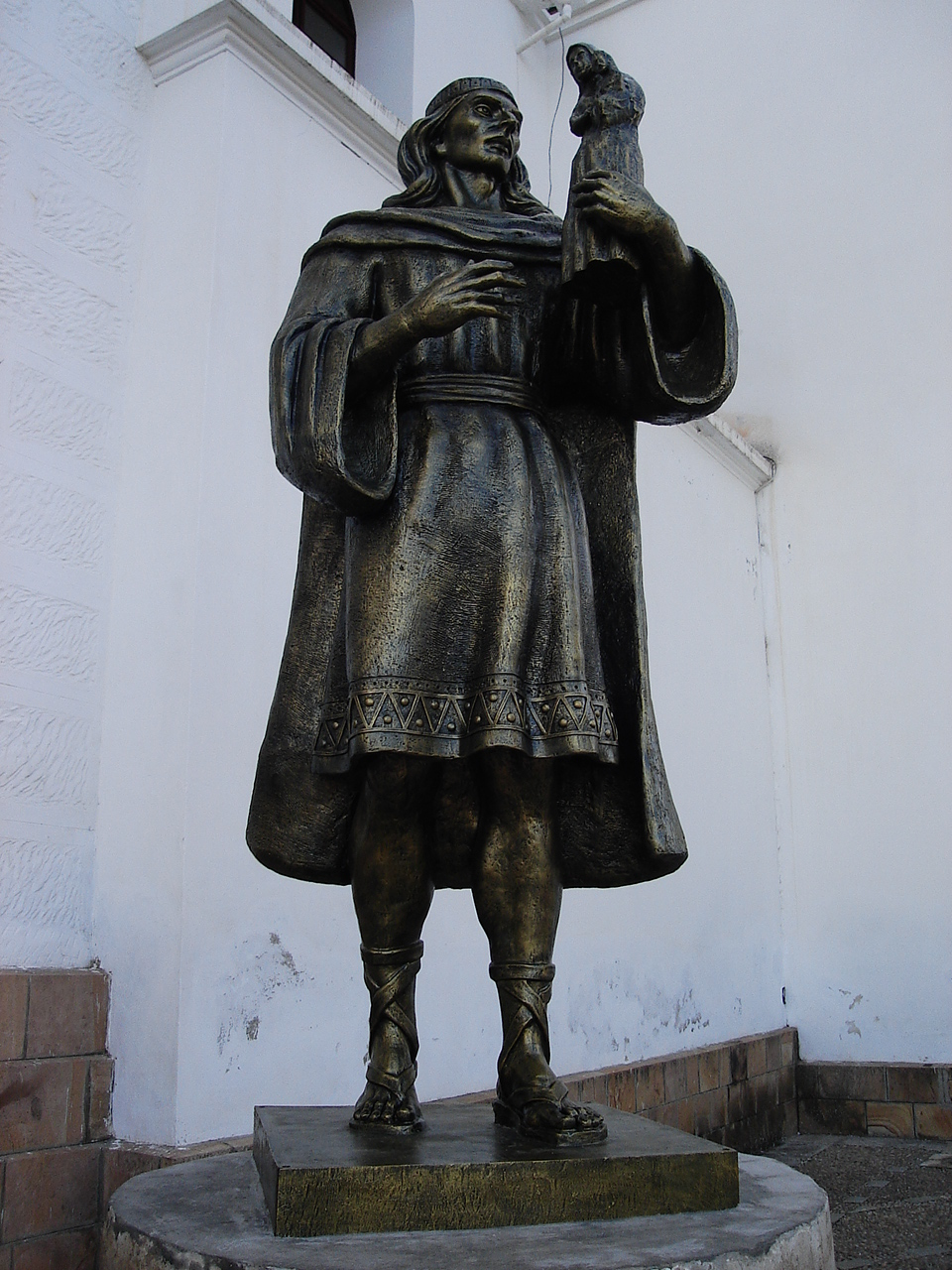
Estátua de Titu Yupanki na Igreja Nossa Senhora de Copacabana.
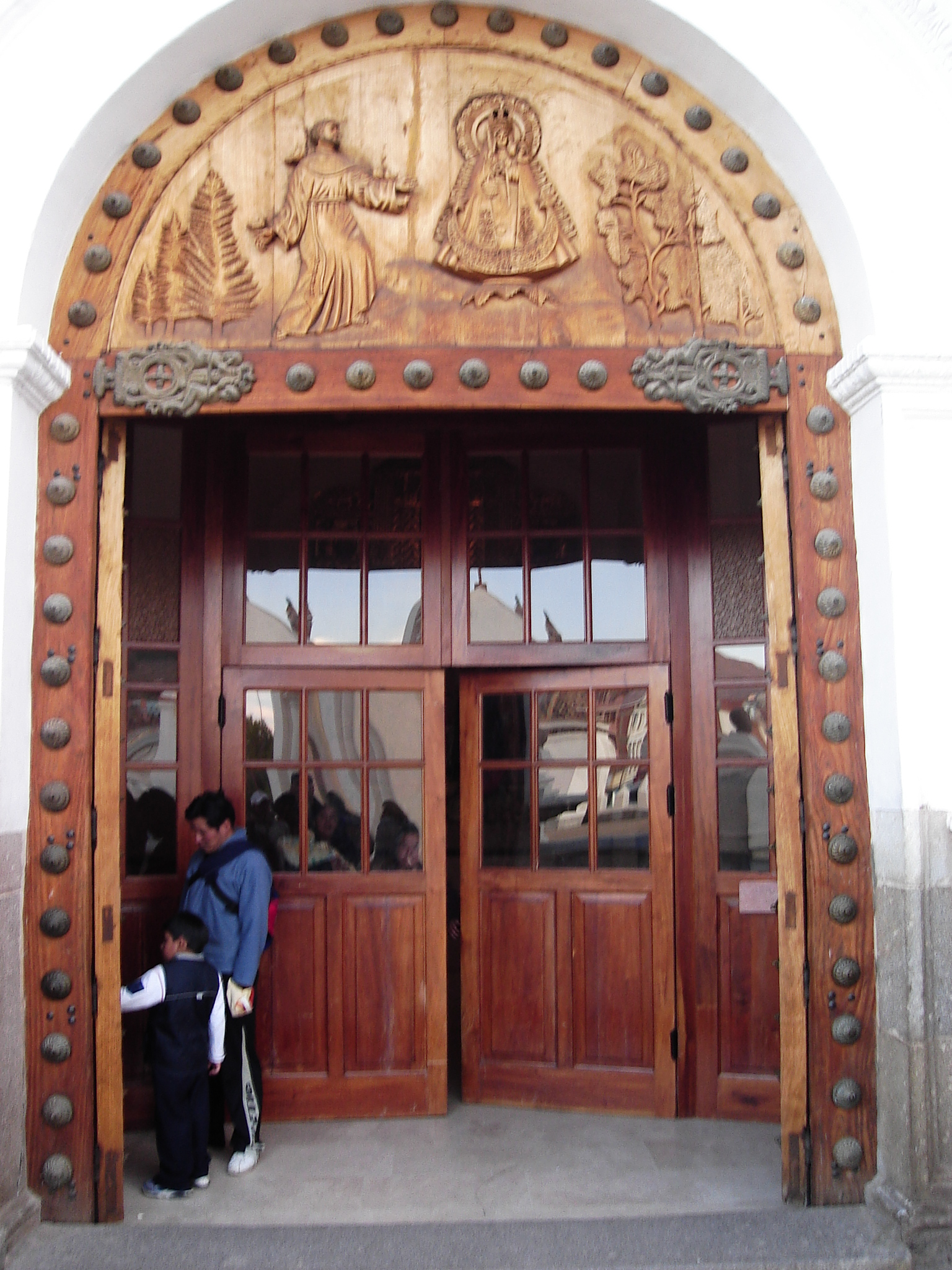
Porta da Igreja Nossa Senhora de Copacabana.
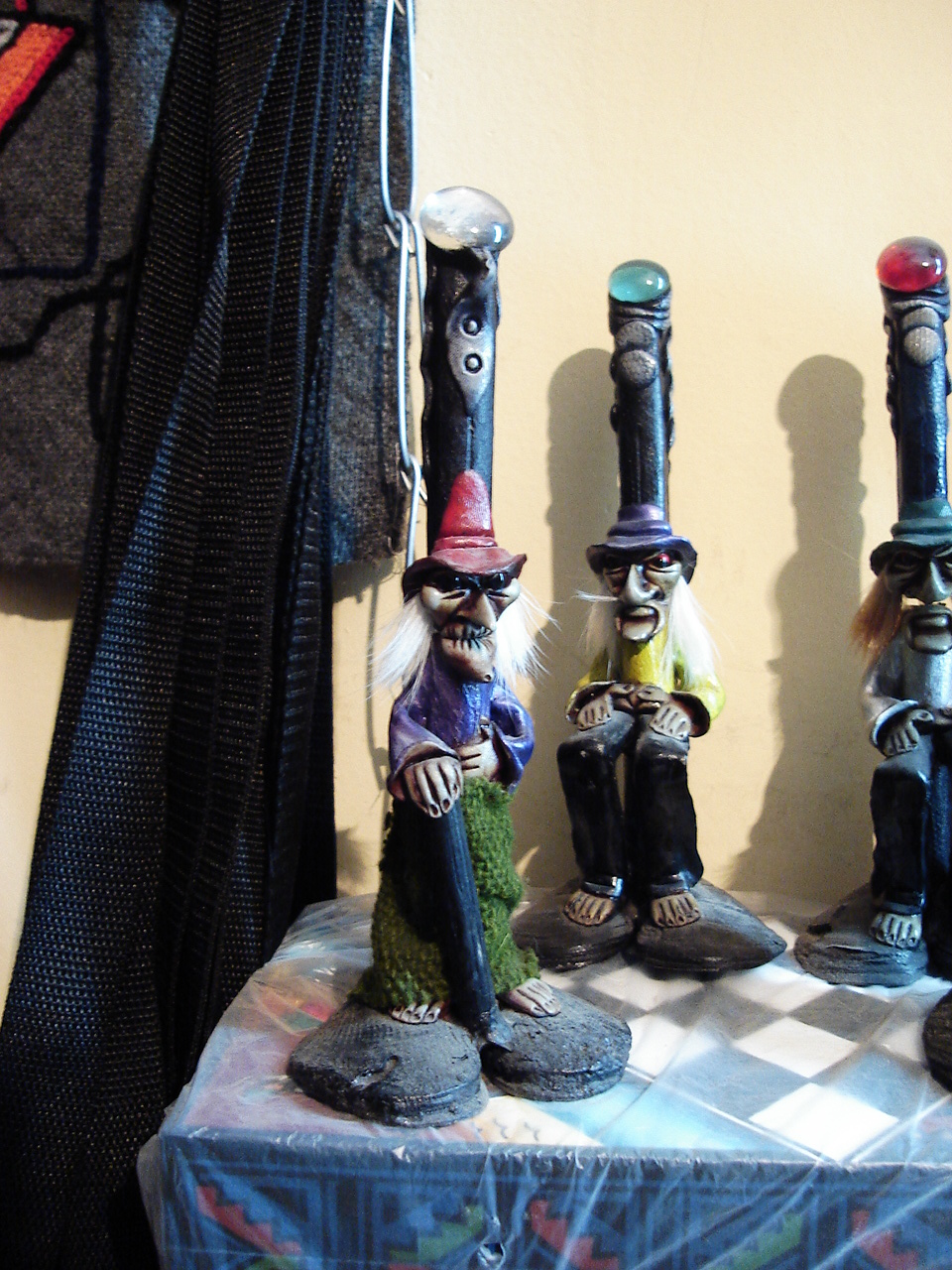
Artesanatos encontrados em lojinhas da cidade.
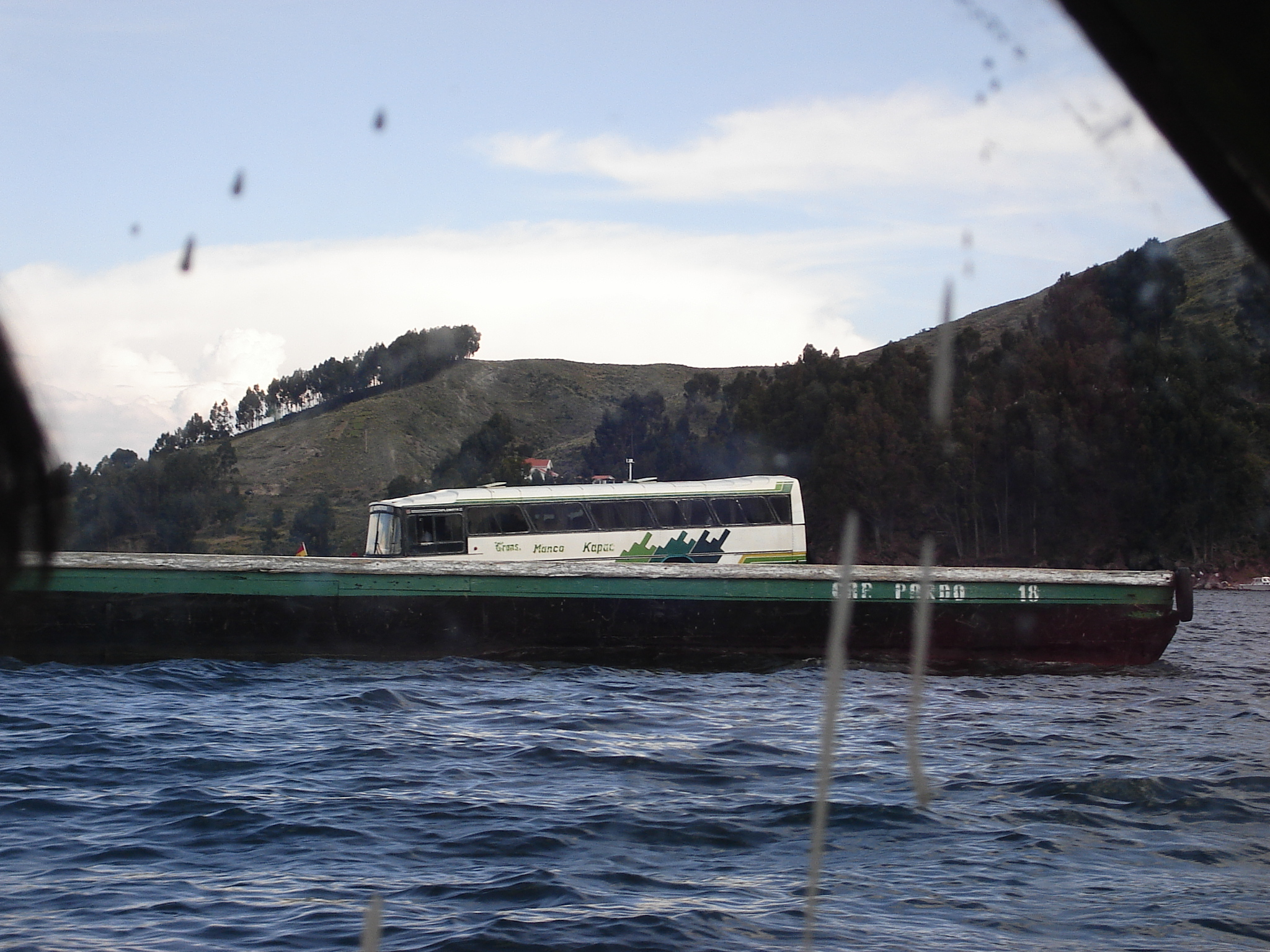
Balsa de travessia para Copacabana.
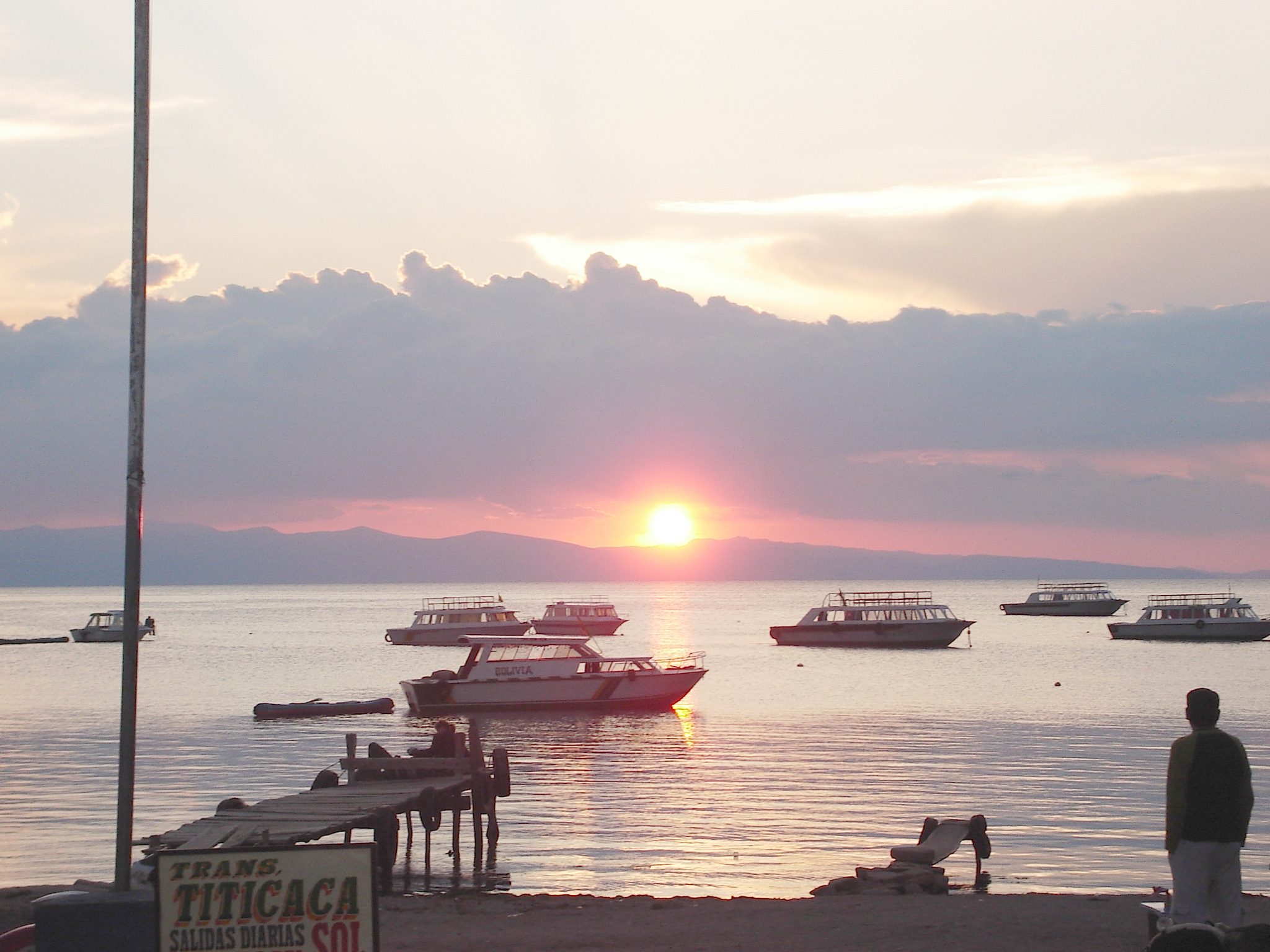
Pôr do sol na cidade.
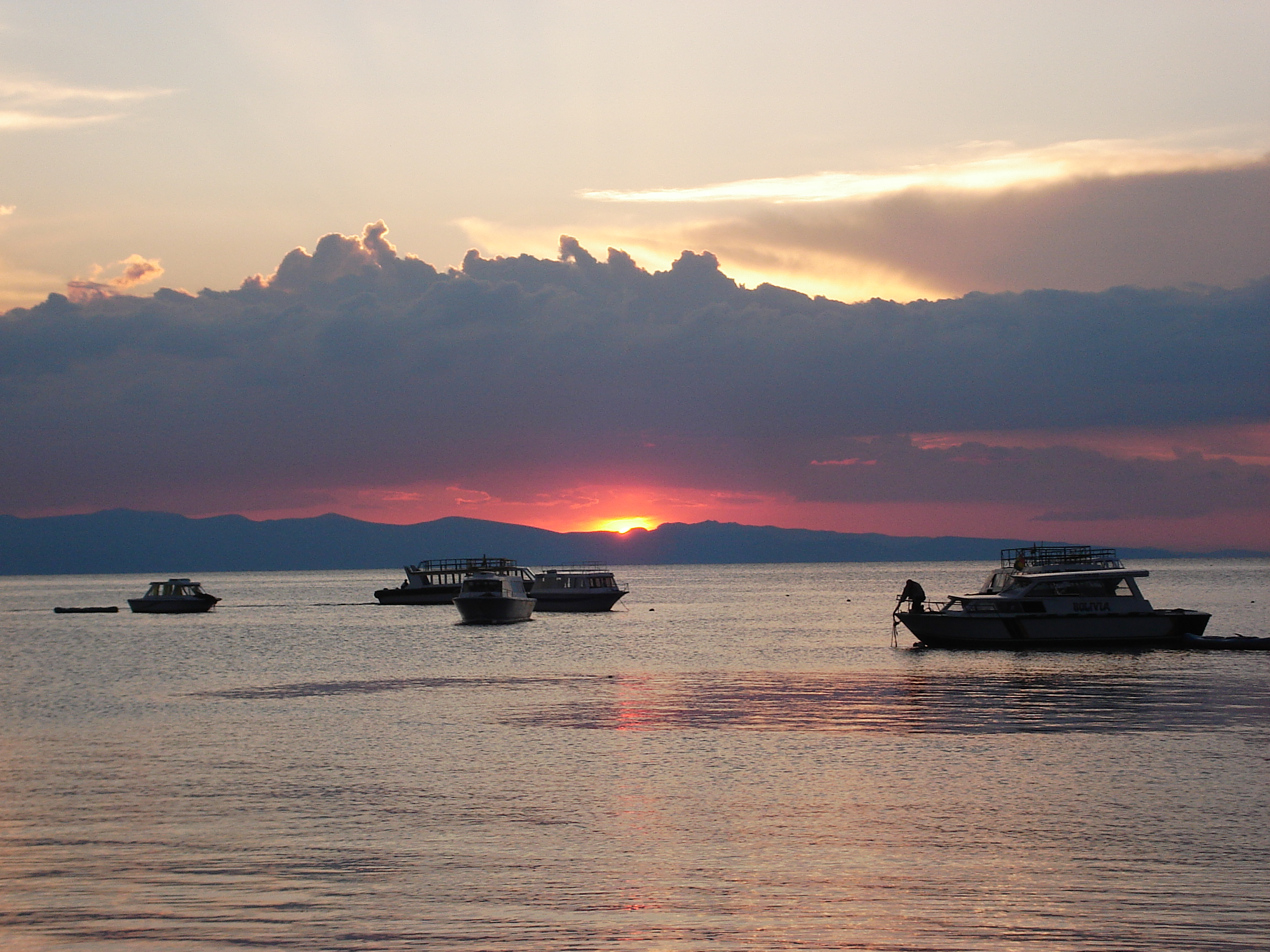
Pôr do sol na cidade.
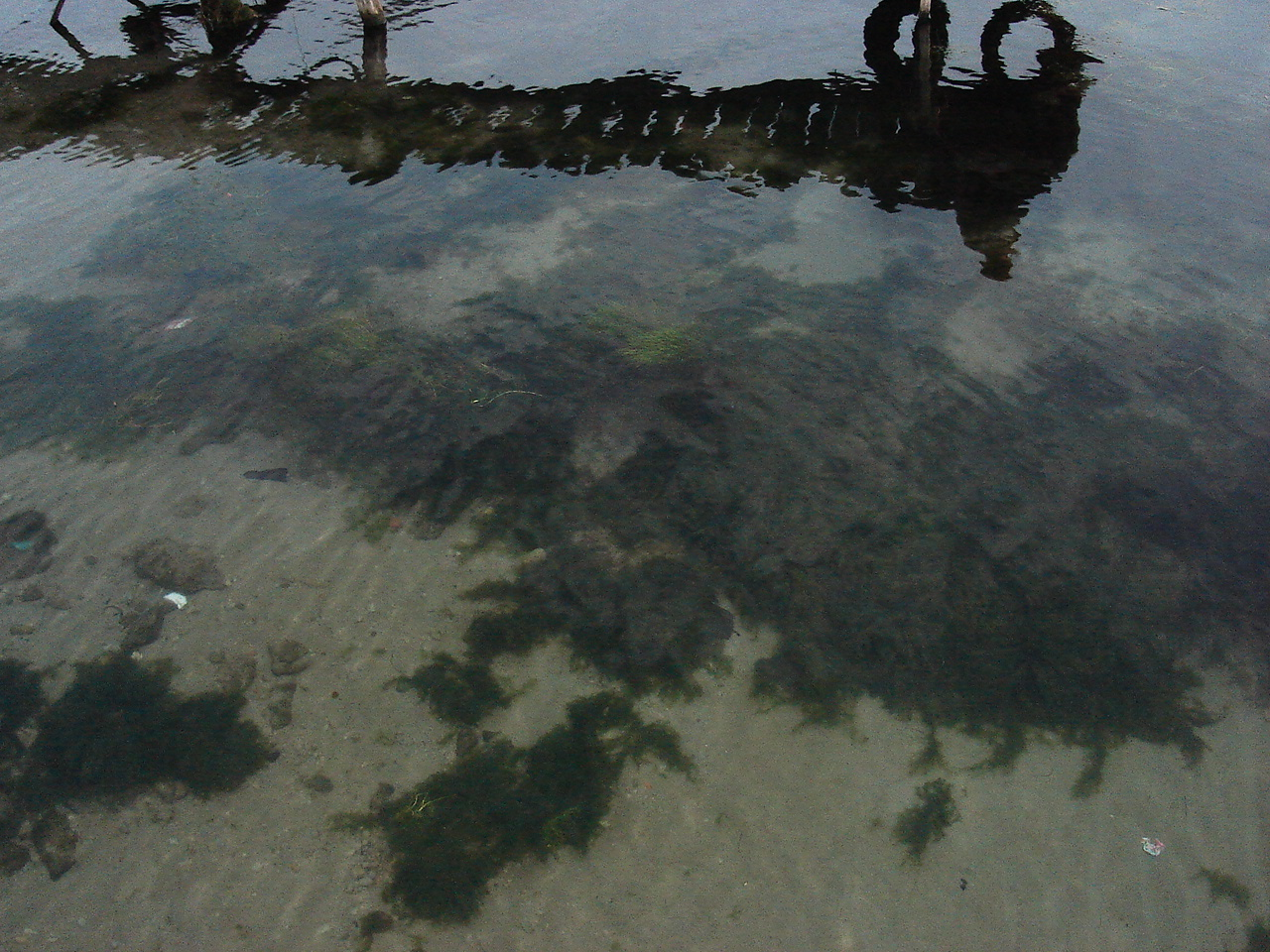
A cristalina água do Lago Titicaca.